# Krasnojórivka (Donetsk)
Krasnojórivka (en ucraniano: Красногорівка, romanizado: Krasnohórivka; en ruso: Красногоровка, romanizado: Krasnogórovka) es una ciudad ucraniana perteneciente al óblast de Donetsk. Situada en el este del país, forma parte del raión de Pokrovsk y centro del municipio (hromada) homónimo.
La ciudad está ocupada por Rusia desde el 9 de septiembre de 2024 en el marco de la invasión rusa de Ucrania.

## Geografía
Krasnojórivka se encuentra a orillas del río Lozova, a unos 7 kilómetros al norte de Márinka y a 23 kilómetros al oeste de Donetsk.

## Historia
El sitio fue fundado en el siglo XIX como la aldea de Penkovka (en cuyas cercanías se establecieron después las aldeas Sofievka, Borisovka y Maloborisovka), trayendo migrantes de las gobernaciones de Poltava y Járkov. Para 1859 pertenecía al uyezd de Bajmut, pero el nombre "Krasnojórivka" apareció más tarde.  En 1895, el terrateniente Kaminski fundó la Sociedad Franco-Rusa de Refractarios de Krasnogorsk, que en 1899 estableció la planta refractaria de Krasnogorsk y produjo sus primeros productos dos años después. 
En 1917, los trabajadores de las fábricas y los agricultores de las aldeas participaron activamente en la revolución rusa. En 1938 a Krasnojórovka se le asignó la categoría la ciudad.
Durante la Segunda Guerra Mundial, la ciudad estuvo ocupada por las tropas nazis entre el 19 de octubre de 1941 y el 10 de septiembre de 1943.
A partir de mediados de abril de 2014, cuando estalló la guerra del Dombás, los prorrusos capturaron varias ciudades en el óblast de Donetsk. incluyendo Krasnojórivka. El 1 de agosto de 2014, las fuerzas ucranianas liberaron la ciudad, aunque terminó situada cerca de la línea del frente con el Donetsk controlado por los separatistas y, por ello, siendo objeto de bombardeos por soldados de la autoproclamada República Popular de Donetsk. El 3 de junio de 2015, los rebeldes prorrusos lanzaron una ofensiva allí, en la que participaron 1.000 soldados, tanques y artillería pesada, aunque los rebeldes declararon que solo tomaron medidas de defensa después de un asalto del ejército ucraniano. Esto supuso una violación tanto del acuerdo de Minsk II como de las convenciones de Ginebra.
Hasta el 18 de julio de 2020, Krasnojórivka fue parte del raión de Márinka. El raión fue abolido en julio de 2020 como parte de la reforma administrativa de Ucrania, que redujo el número de raiones del óblast de Zaporiyia a ocho. El territorio del raión de Márinka se fusionó con el raión de Pokrovsk.
Según fuentes rusas la ciudad fue tomada el 9 de septiembre de 2024, aunque aún faltaria la confirmación ucraniana.
La ciudad sufrió disintos ataques tras el comienzo de la invasión rusa de Ucrania; un bombardeo ruso supuso la muerte de dos personas el 30 de marzo de 2024.El 8 de abril de 2024, tropas rusas entraron desde el sureste en la ciudad y estalló la lucha por su control. A finales de julio del mismo año, Rusia controlaba el centro de la ciudad pero la lucha siguió en las periferias del norte hasta el 9 de septiembre, cuando fuentes rusas afirmaron haber capturado la ciudad.

## Demografía
La evolución de la población de Krasnojórivka entre 1859 y 2022 fue la siguiente:
| 13 562                                                        | 17 553 | 19 143 | 18 123 | 18 892 | 16 714 | 15 937 | 15 643 | 14 666 |
| (Fuente: Cities & Towns of Ukraine y UKRAINE: Größere Städte) |        |        |        |        |        |        |        |        |

Según el censo de 2001, el 69,28% de la población son ucranianos, el 27,75% son rusos y el resto de minorías son principalmente griegos (0,76%). En cuanto al idioma, la lengua materna de la mayoría de los habitantes, el 74,02%, es el ruso; del 25,55% es el ucraniano.

## Economía
El 50% de la población está ocupada en la industria, principalmente en la planta refractaria JSC Krasnohorivsky. Existen también plantas de mecánica automotriz, equipos de exploración geológica y empresas agrícolas.

## Infraestructura

### Transporte
La ciudad tiene la estación de tren de Krasnojórivka dentro del ferrocarril de Donetsk.

## Ciudades hermanadas
- Konotop, Ucrania.